# Łamaniec językowy
Łamaniec językowy – trudna w zamyśle do wymówienia fraza. Może opierać się na podobnych, a jednak odmiennych fonemach (np.: s [s] oraz sz [ʃ]), specjalnej konstrukcji, np. grze słów lub innych właściwościach języka.

## Przykłady łamańców językowych wjęzyku polskim
- W Szczebrzeszynie chrząszcz brzmi w trzcinie. (Jan Brzechwa)
- stół z powyłamywanymi nogami
- W czasie suszy szosa sucha.
- Czy tata czyta cytaty Tacyta?
- Czy trzy cytrzystki grają na cytrze? Czy jedna płacze, a druga łzy trze?
- I cóż, że ze Szwecji?
- Jam jest poczmistrz z Tczewa.
- Jola lojalna, Jola nielojalna, Jola lojalna, lojalna Jola
- Król Karol kupił królowej Karolinie korale koloru koralowego.
- Szedł Sasza suchą szosą susząc szorty.
- skarykaturalizowany prestidigitator
- „Grzegorz Brzęczyszczykiewicz, Chrząszczyżewoszyce, powiat Łękołody” (Jak rozpętałem drugą wojnę światową)
- Wyrewolwerowany rewolwerowiec wyrewolwerował wyrewolwerowanego rewolwerowca.
- ząb, zupa zębowa; dąb, zupa dębowa
- Choć nie śnieży, śnieg wciąż świeży.
- Chirurżka urżnęła dramaturżce pęcherzyk żółciowy i wyszczerbiła szczypczyki na trzustce architektki, a mieszczce spiesznie w szczęce poprzemieszczała trzonowce; „Acz tkliwych jelitek tkaczki nie tykaj!” – łka adiunktka. „Jeszcze zniszczę zmarszczki szwaczki” – odszczekuje zapaleńczyni. „Cóż za żarliwość” – szepcze psychiatrka do pediatrki.